# Kreuzfließ
Das Kreuzfließ ist ein rund 10 km langes Fließgewässer und ein rechter Nebenfluss der Stöbber in der Märkischen Schweiz im Land Brandenburg.

## Verlauf
Das Fließ entspringt südlich des Stadtkerns von Müncheberg und verläuft dort auf einer Länge von rund drei Kilometern in einem Bogen nördlich um den historischen Kern der Stadt. Es unterquert in Müncheberg die Eberswalder Straße und fließt nach rund einem weiteren Kilometer durch den Großen Schlagenthinsee. Nördlich des Sees unterquert das Fließ erneut die Eberswalder Straße und durchfließt in nördlicher Richtung den Kleinen Schlagenthinsee. Weiter in nördlicher Richtung fließend unterquert das Fließ die Bahnstrecke Berlin–Küstrin-Kietz Grenze und erreicht damit die Gemarkung der Gemeinde Waldsieversdorf. Dort verläuft das Fließ in nordnordwestlicher Richtung, durchfließt den Kirchensee, zweigt in westlicher Richtung ab, unterquert die Buckower Kleinbahn, um anschließend in den Großen Däbersee zu fließen. Am westlichen Ufer tritt das Kreuzfließ wieder heraus, durchfließt den Karpfenteich sowie den Mühlenteich und vereinigt sich dort südlich der Wilhelm-Pieck-Straße mit der Stöbber.